# قائمة البعثات الدبلوماسية في بيلاروسيا

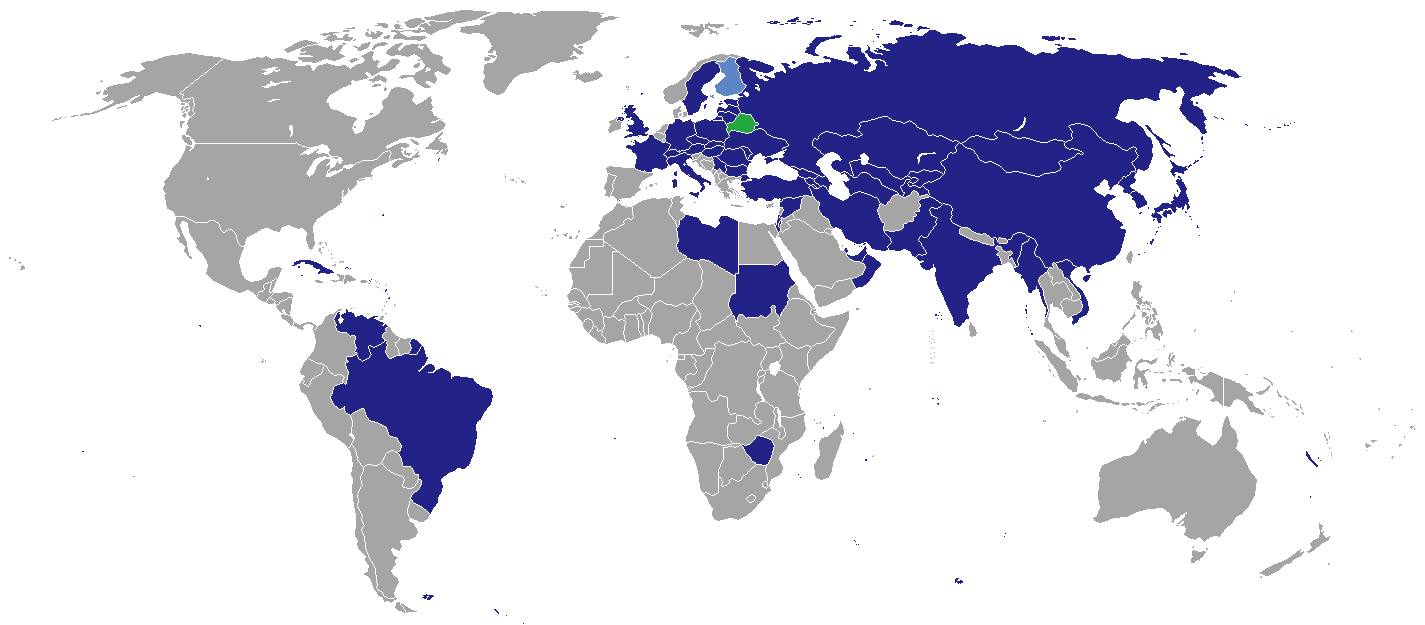
البعثات الدبلوماسية في بيلاروسيا

تسرد هذه المقالة البعثات الدبلوماسية المقيمة والمعتمدة في بيلاروسيا. تستضيف العاصمة مينسك 51 سفارة.

## السفارات
السفارات في مينسك:
- أرمينيا
- النمسا
- أذربيجان
- البرازيل
- بلغاريا
- الصين
- كوبا
- جمهورية التشيك
- إستونيا
- فرنسا
- ألمانيا
- جورجيا
- الكرسي الرسولي
- المجر
- الهند
- إيران
- إسرائيل
- إيطاليا
- اليابان
- كازاخستان
- قرغيزستان
- لاتفيا
- ليبيا
- ليتوانيا
- مولدوفا
- منغوليا [1]
- كوريا الشمالية
- قطر
- باكستان
- فلسطين
- بولندا
- رومانيا
- روسيا
- صربيا
- سلوفاكيا
- كوريا الشمالية
- فرسان مالطا
- السودان
- السويد
- سويسرا
- سوريا
- طاجيكستان
- تركيا
- تركمانستان
- أوكرانيا
- الإمارات العربية المتحدة
- المملكة المتحدة
- الولايات المتحدة
- أوزبكستان
- فنزويلا
- فيتنام

## معرض صور السفارات في مينسك

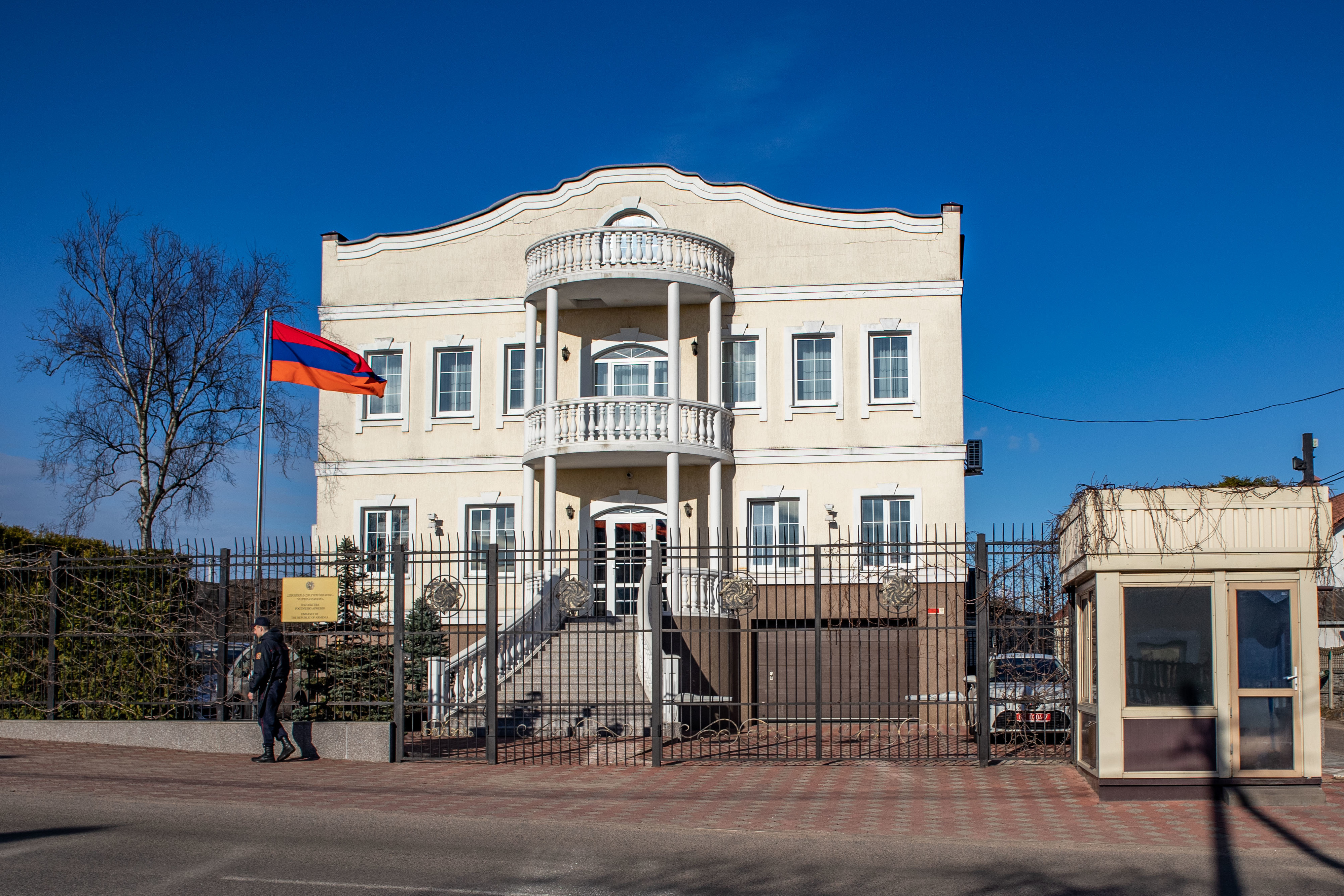
أرمينيا
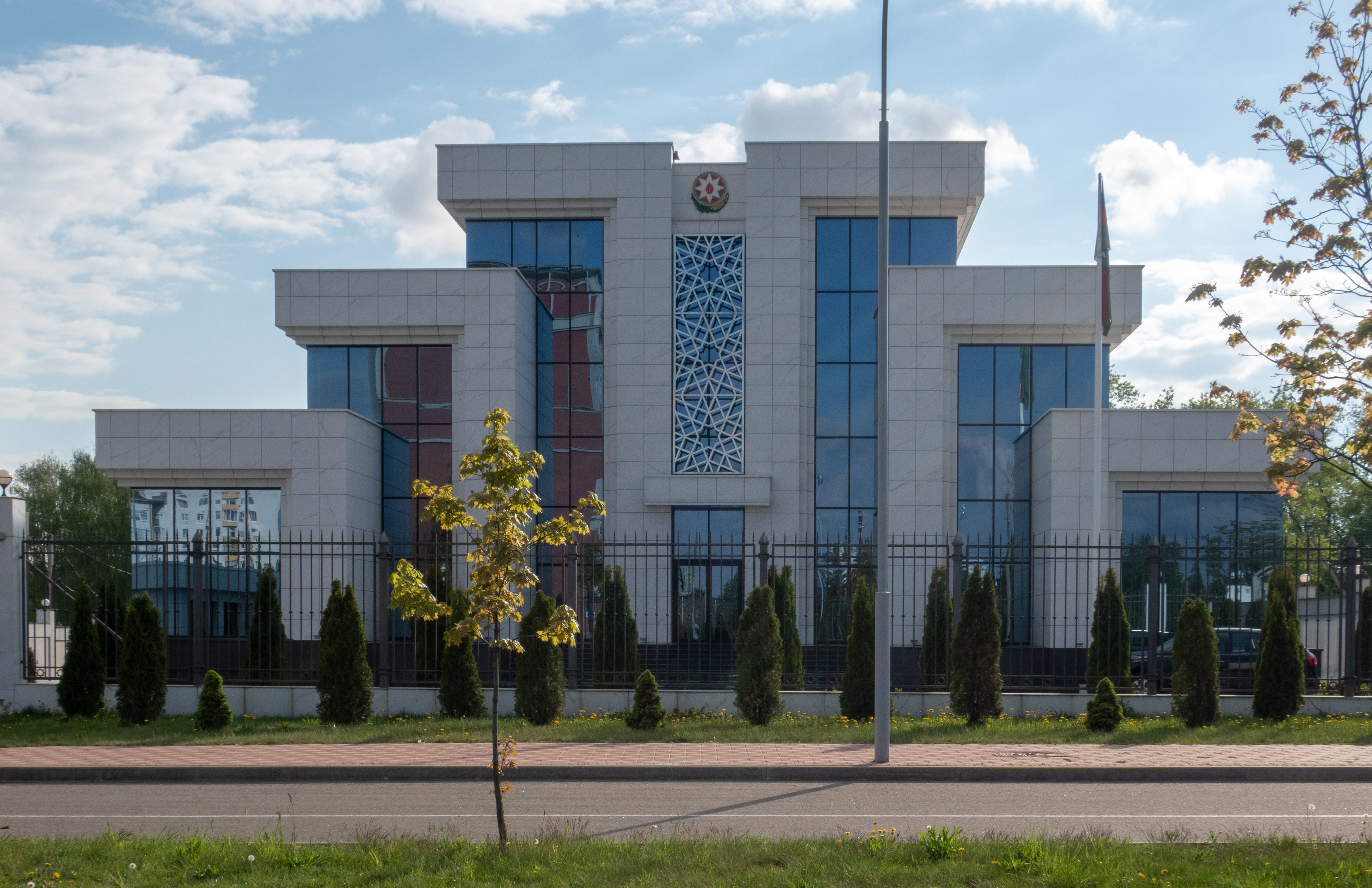
أذربيجان
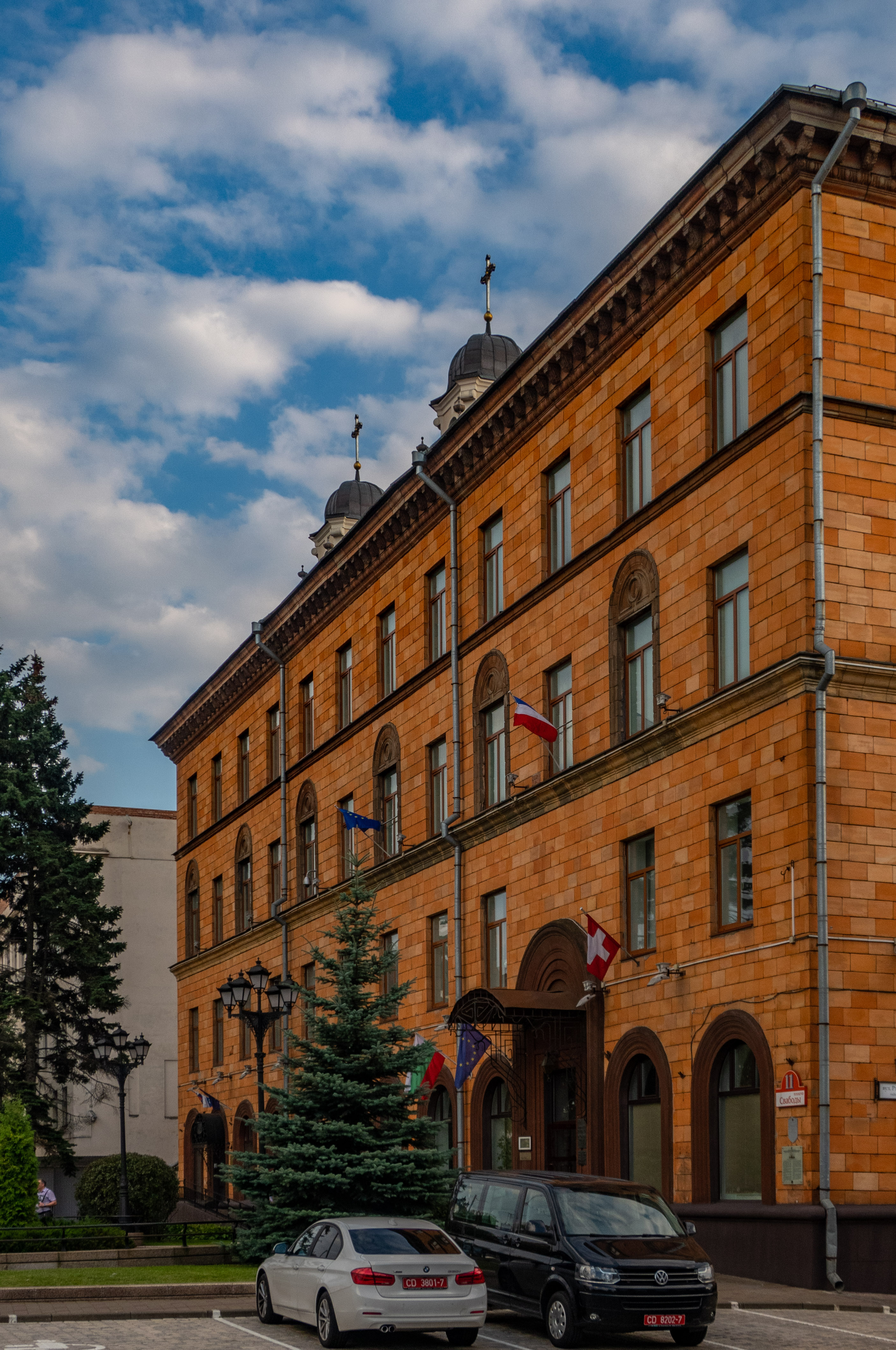
بلغاريا
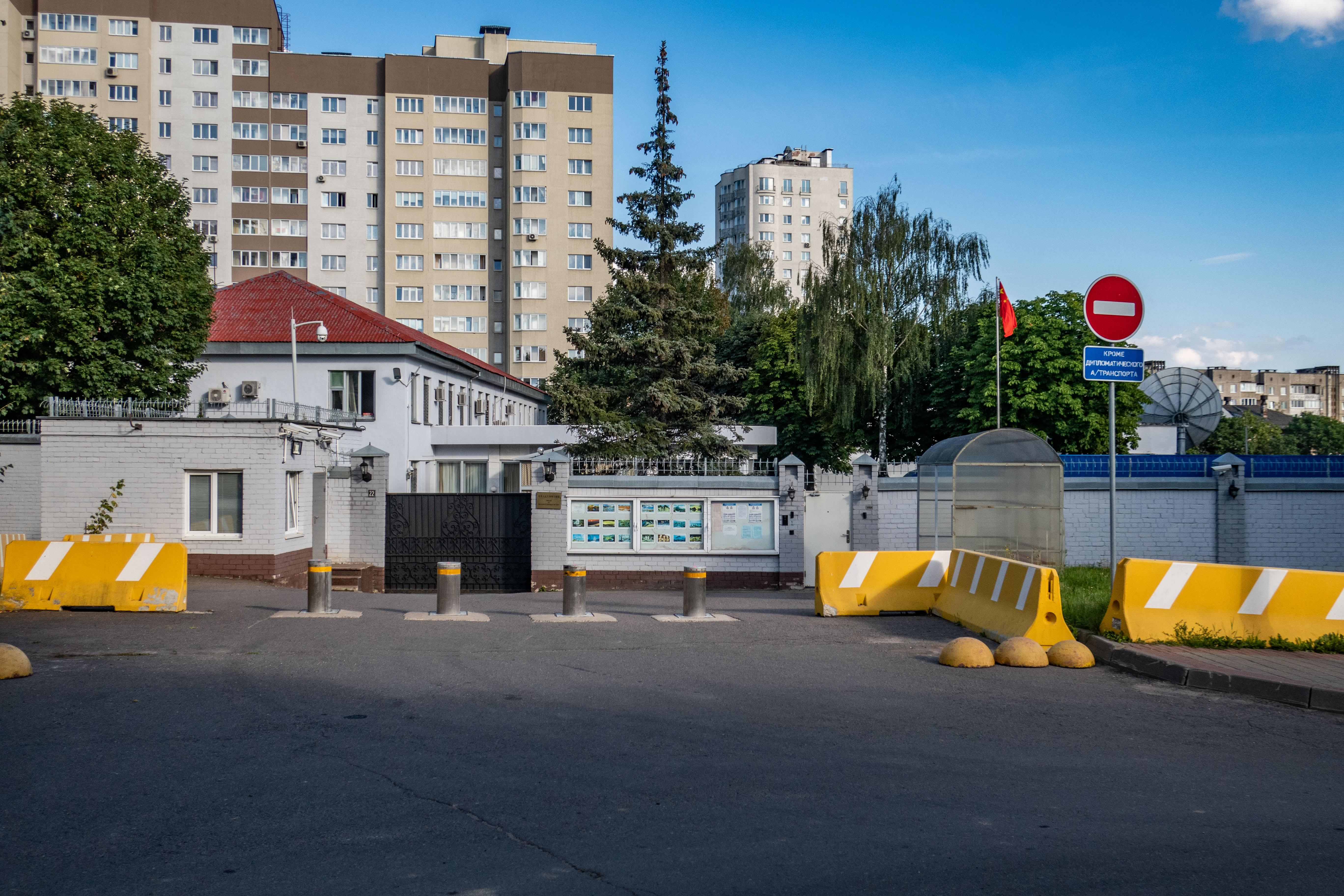
الصين
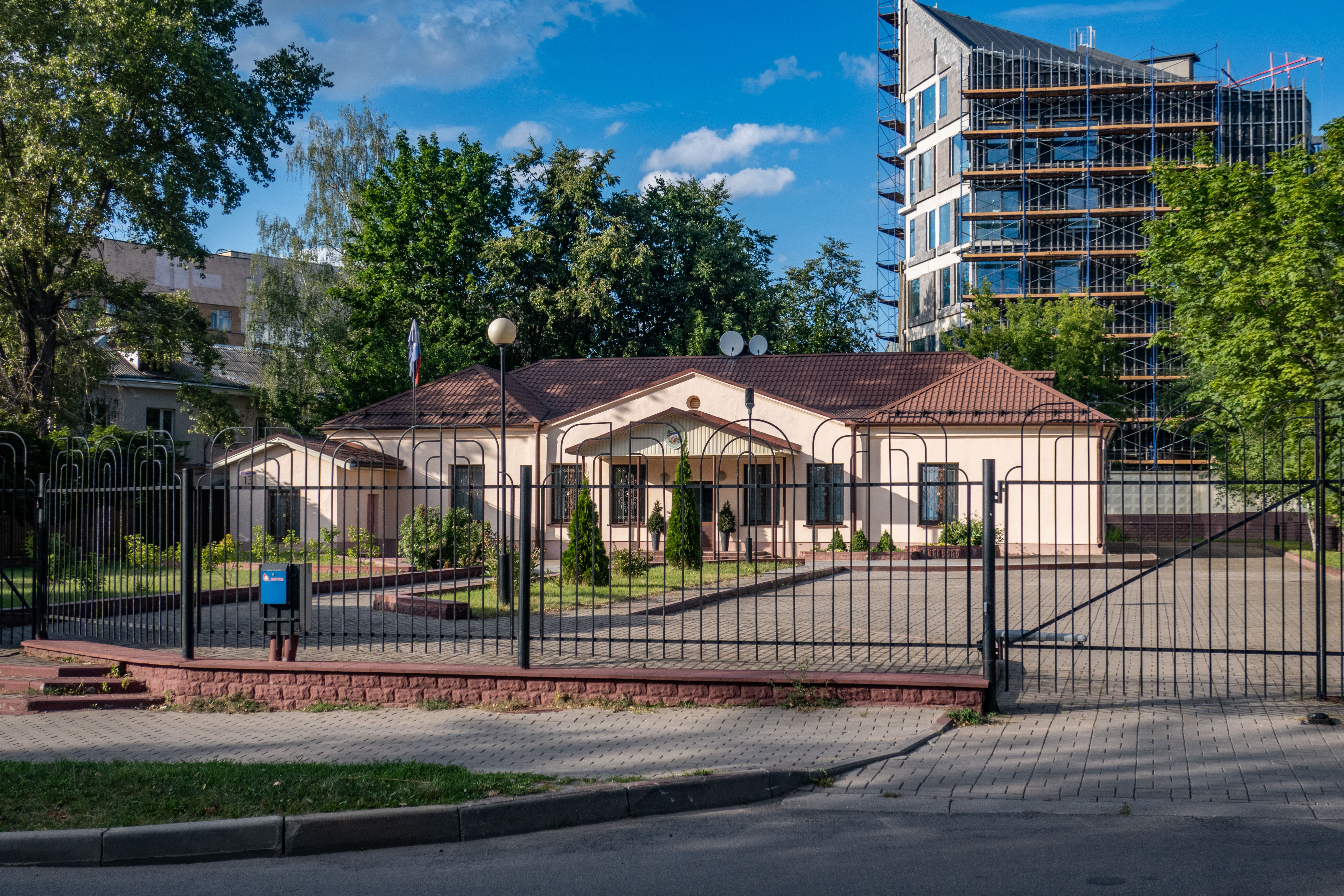
كوبا
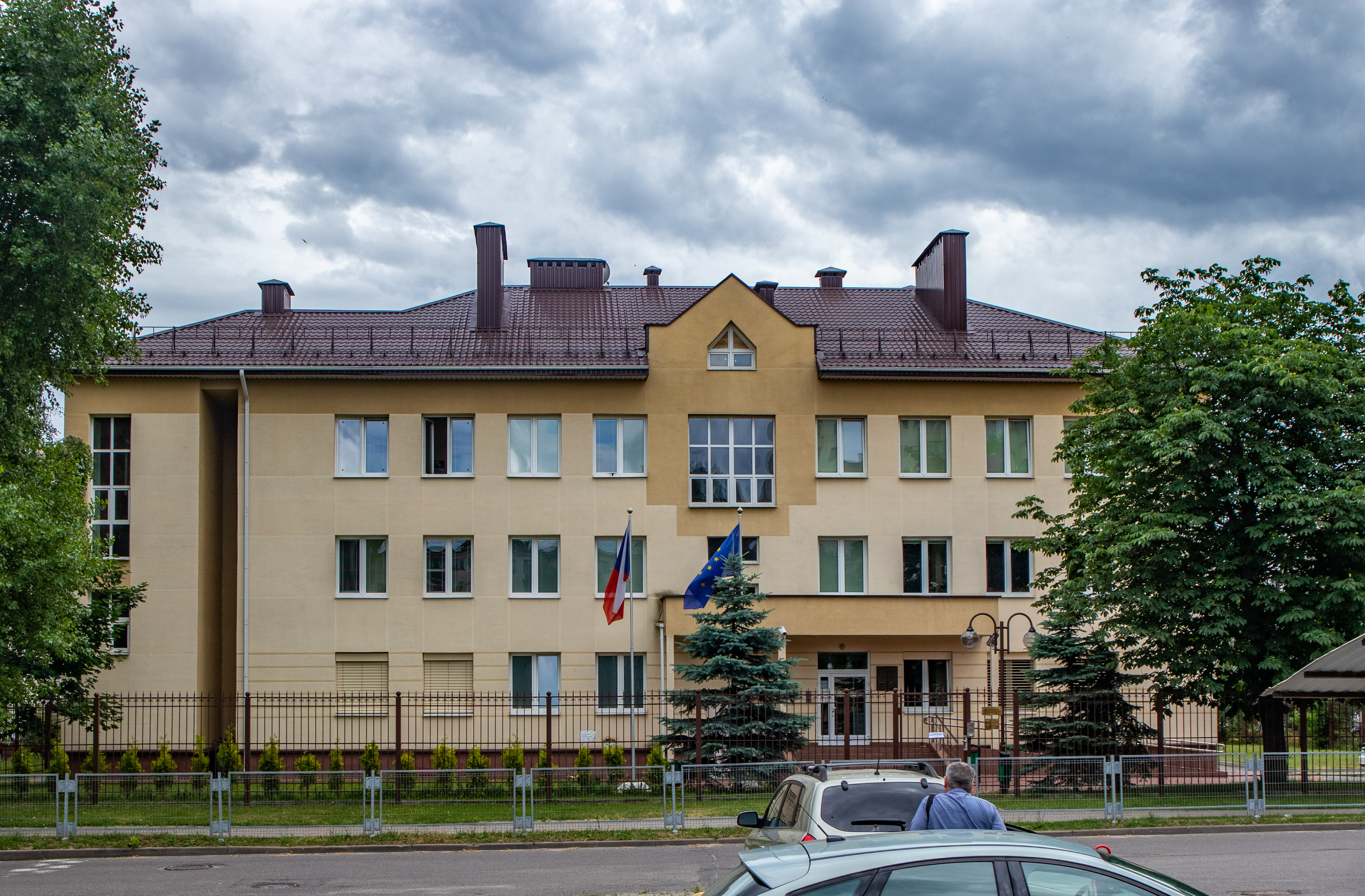
الجمهورية التشيكية
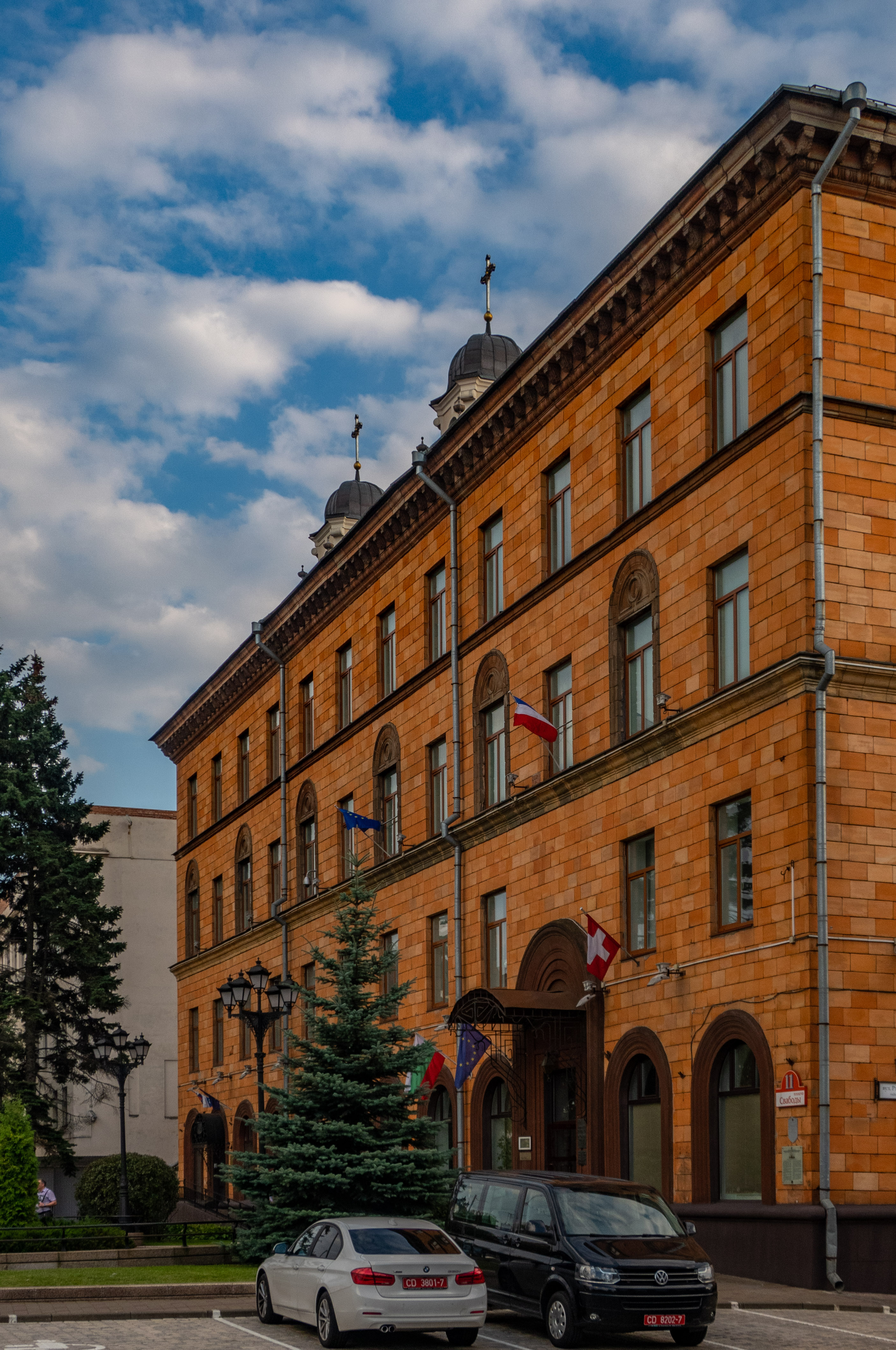
فرنسا
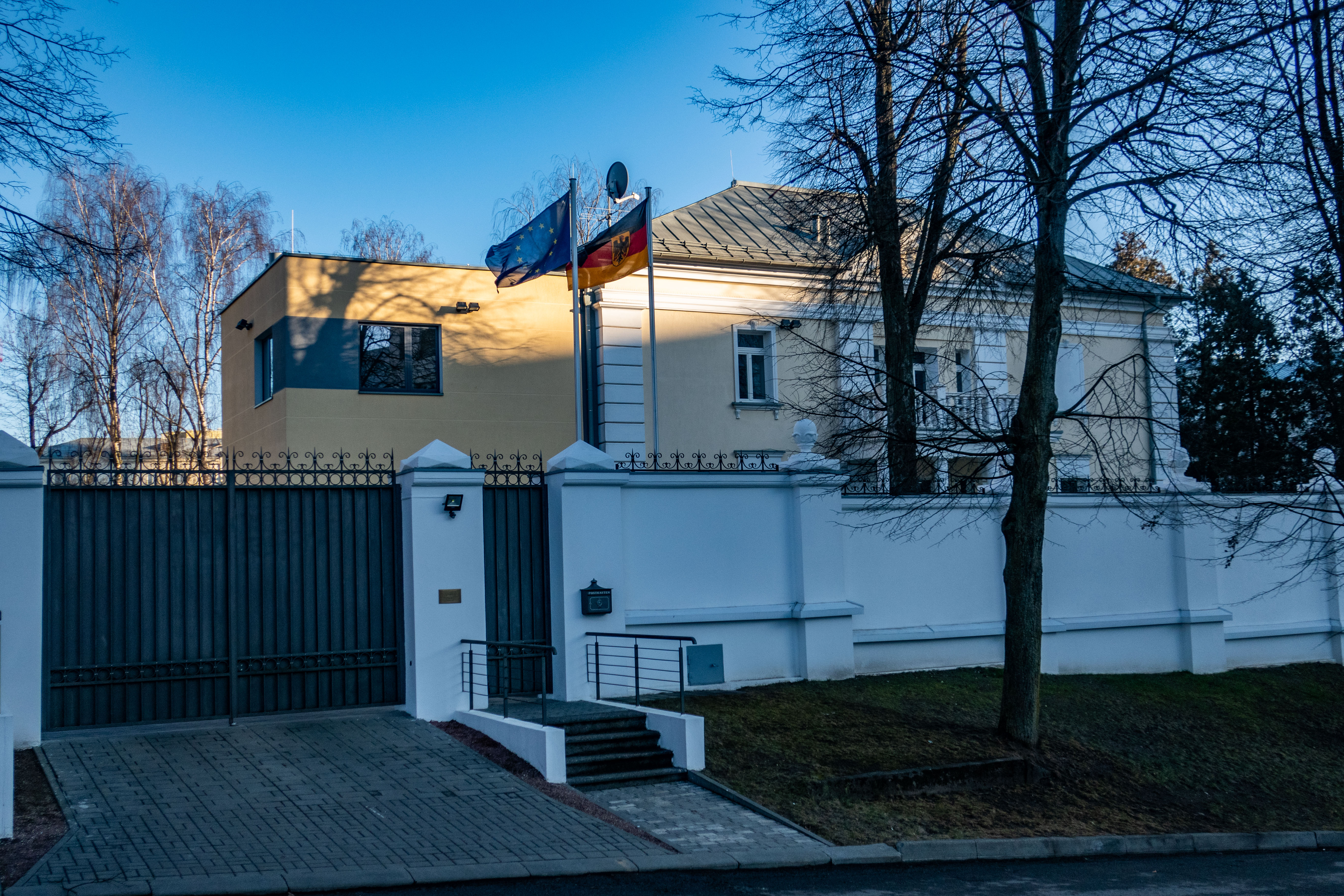
ألمانيا
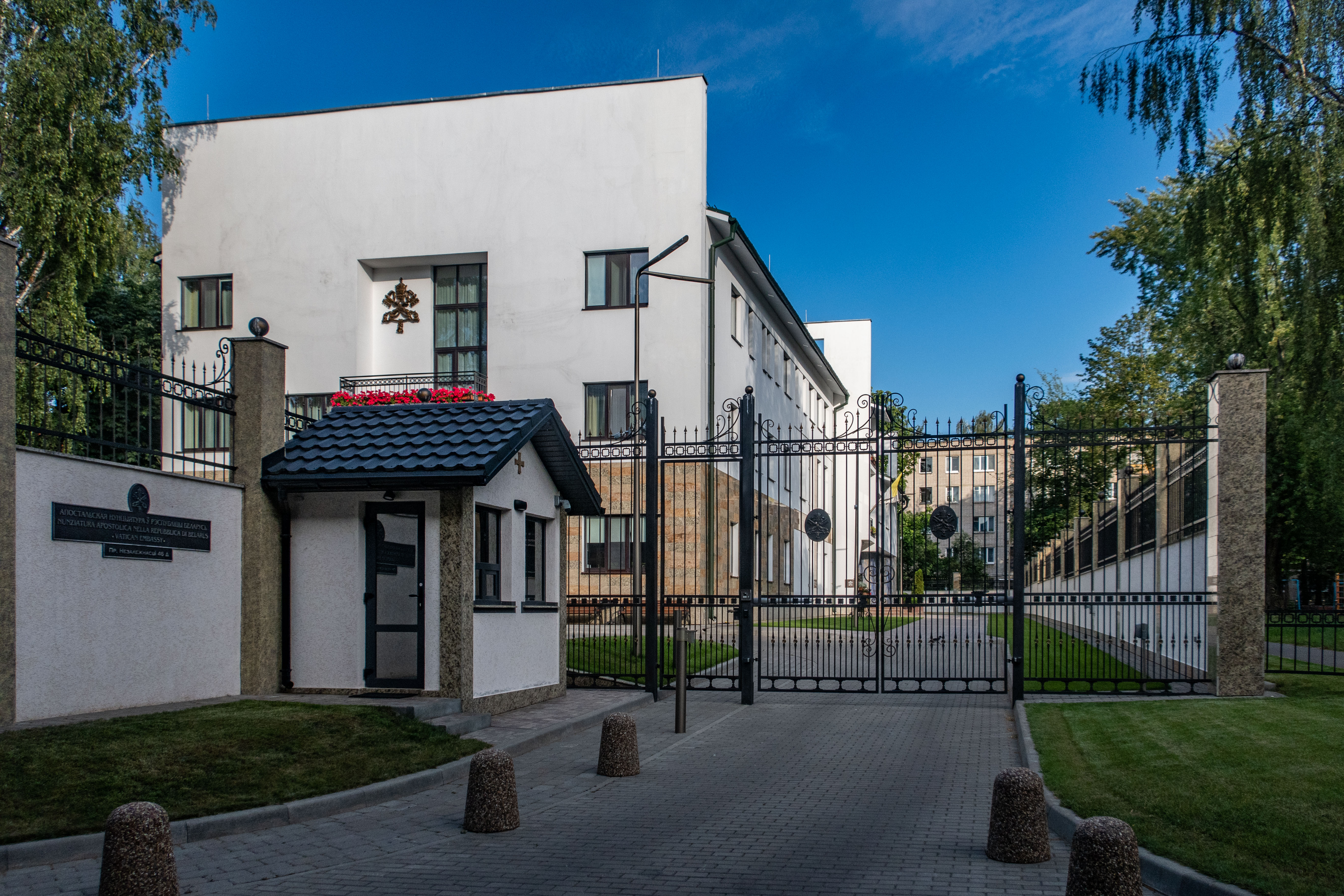
الكرسي الرسولي
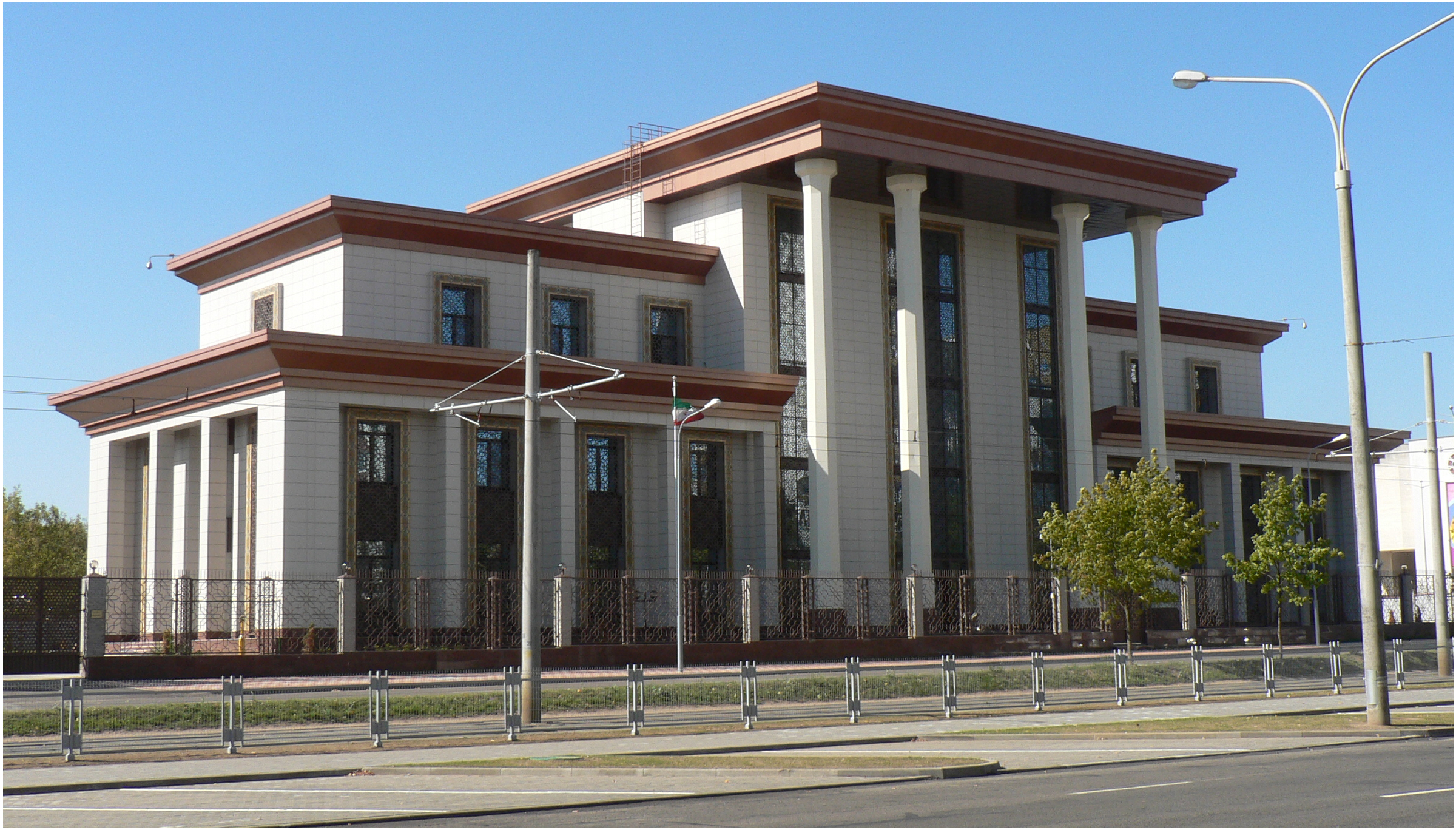
إيران
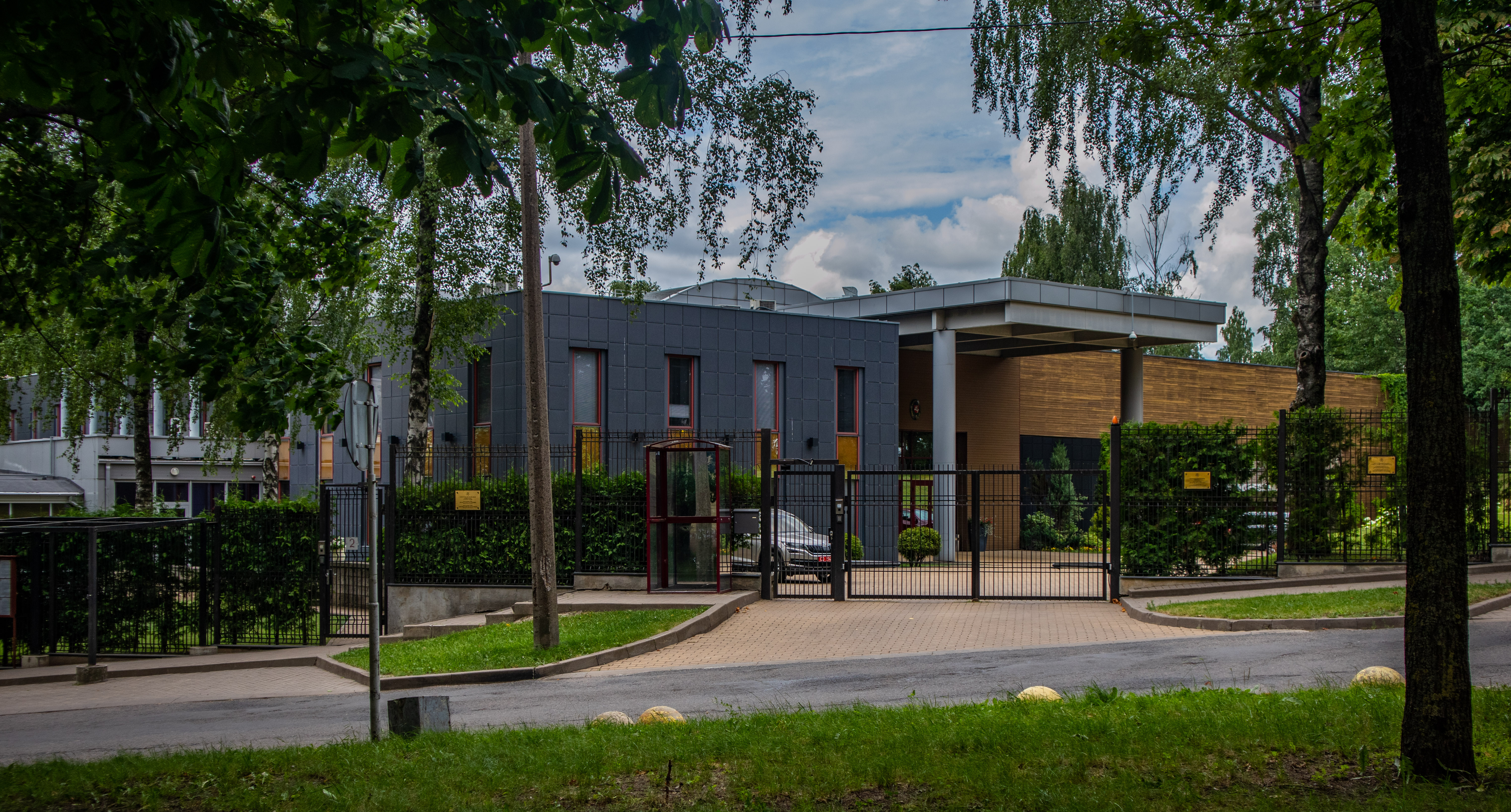
ليتوانيا
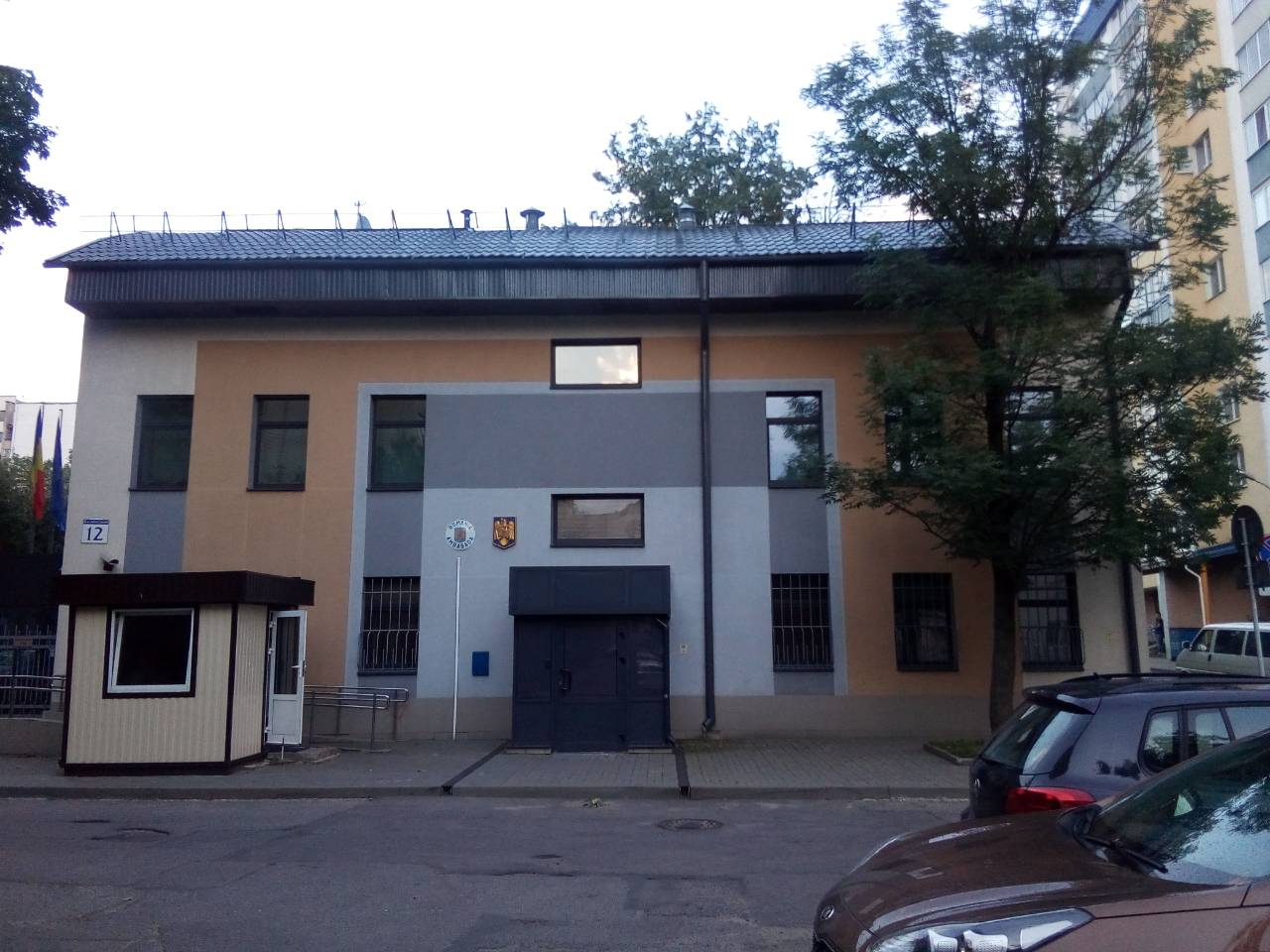
رومانيا
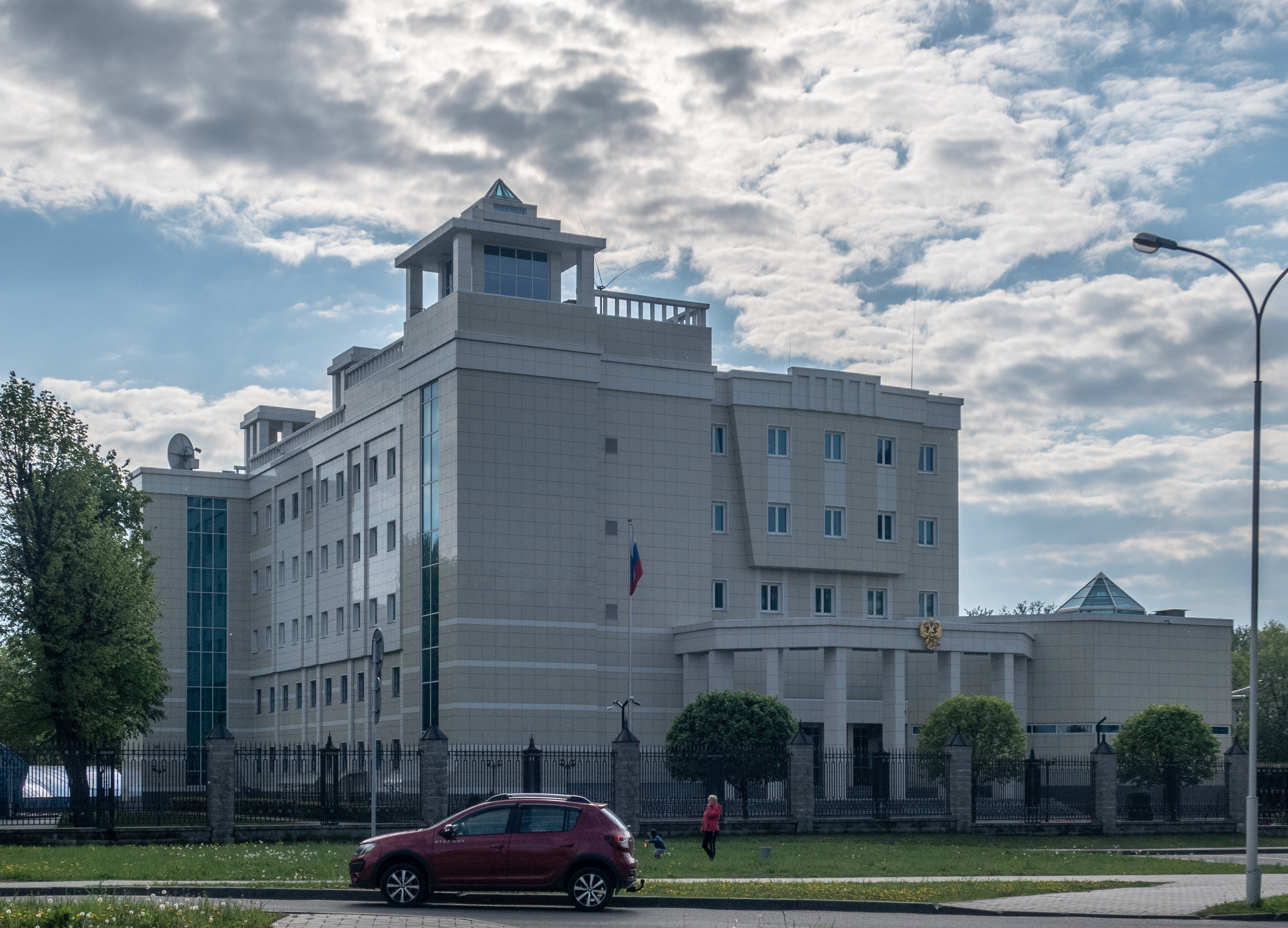
روسيا
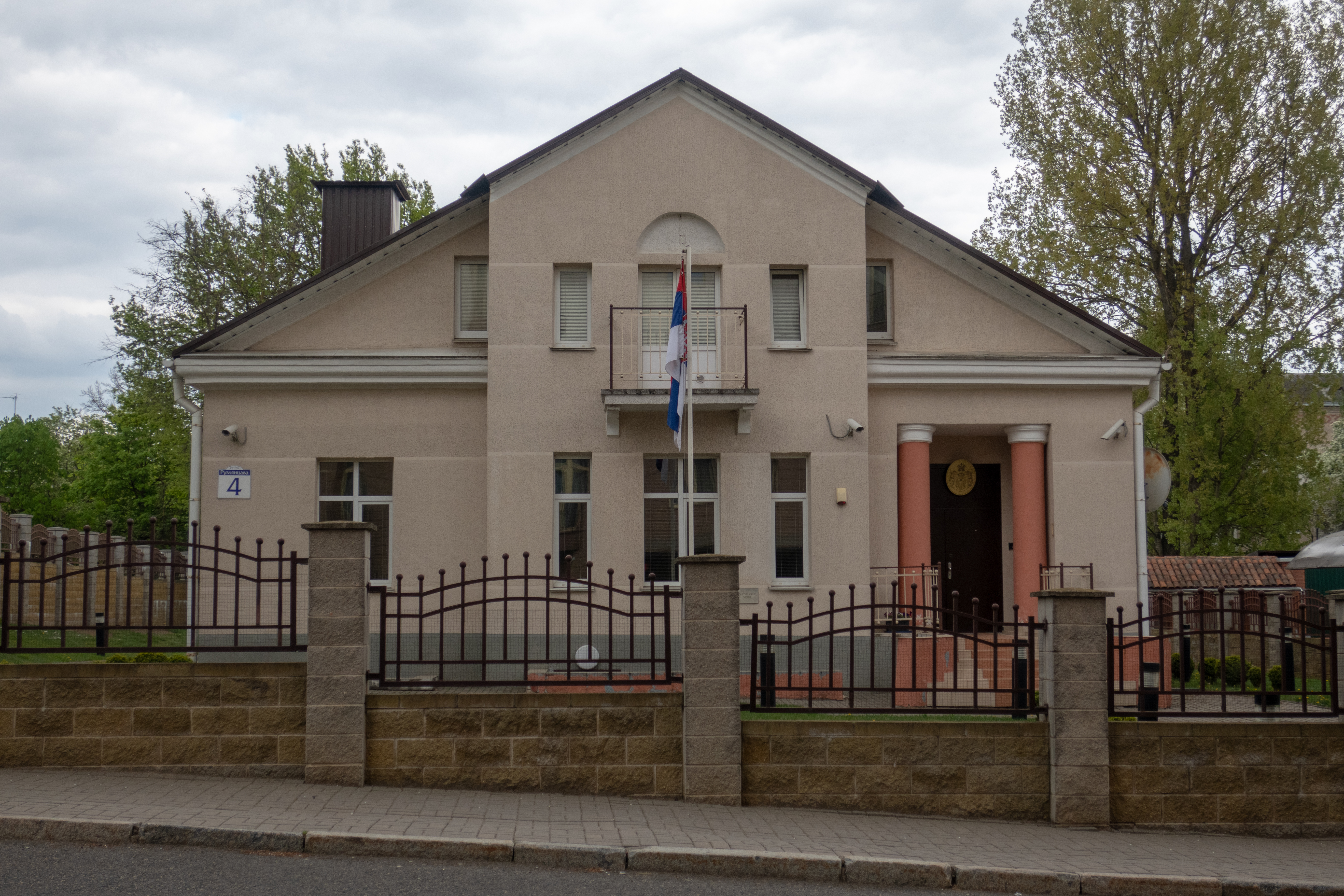
صربيا
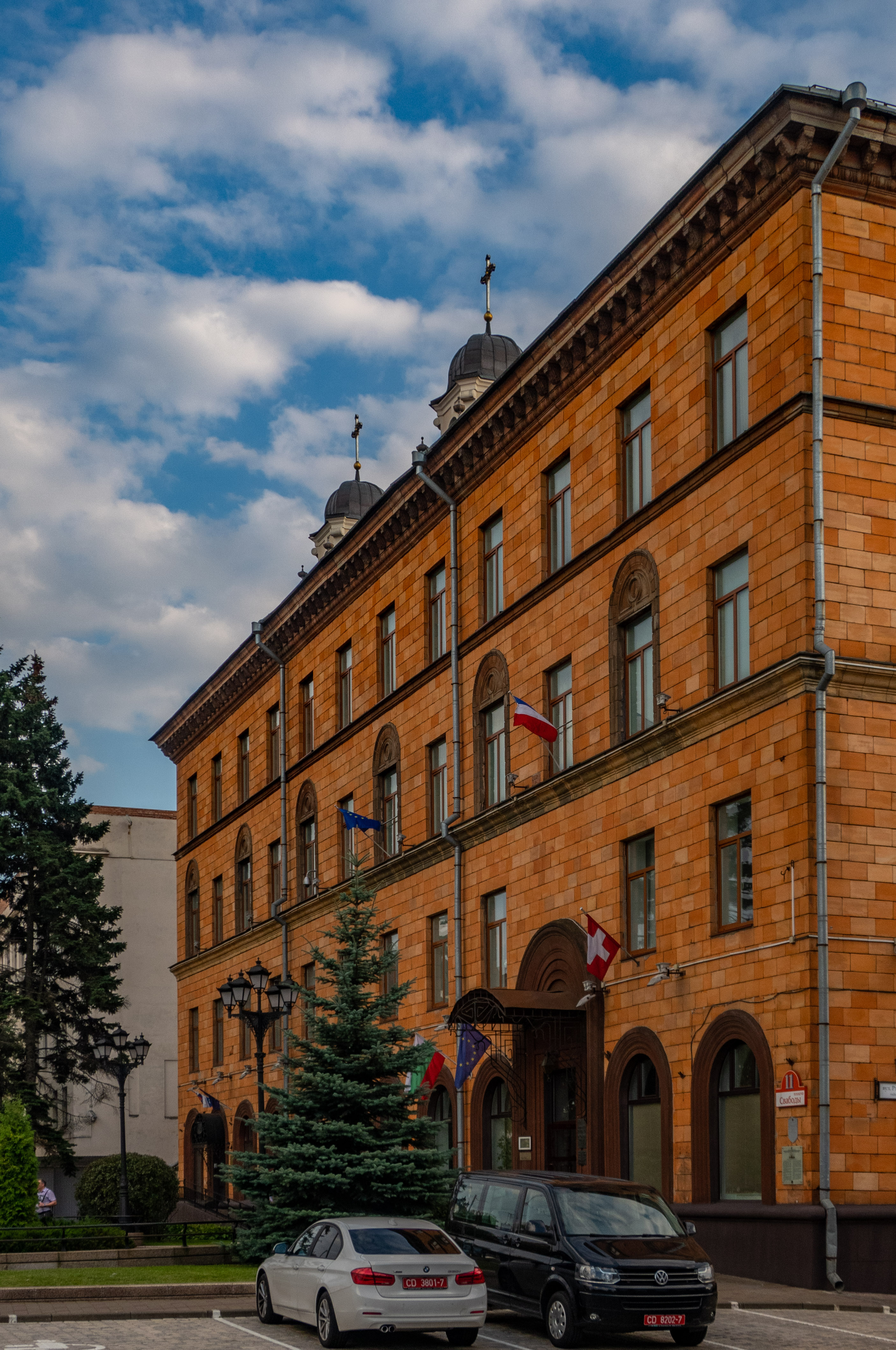
سويسرا
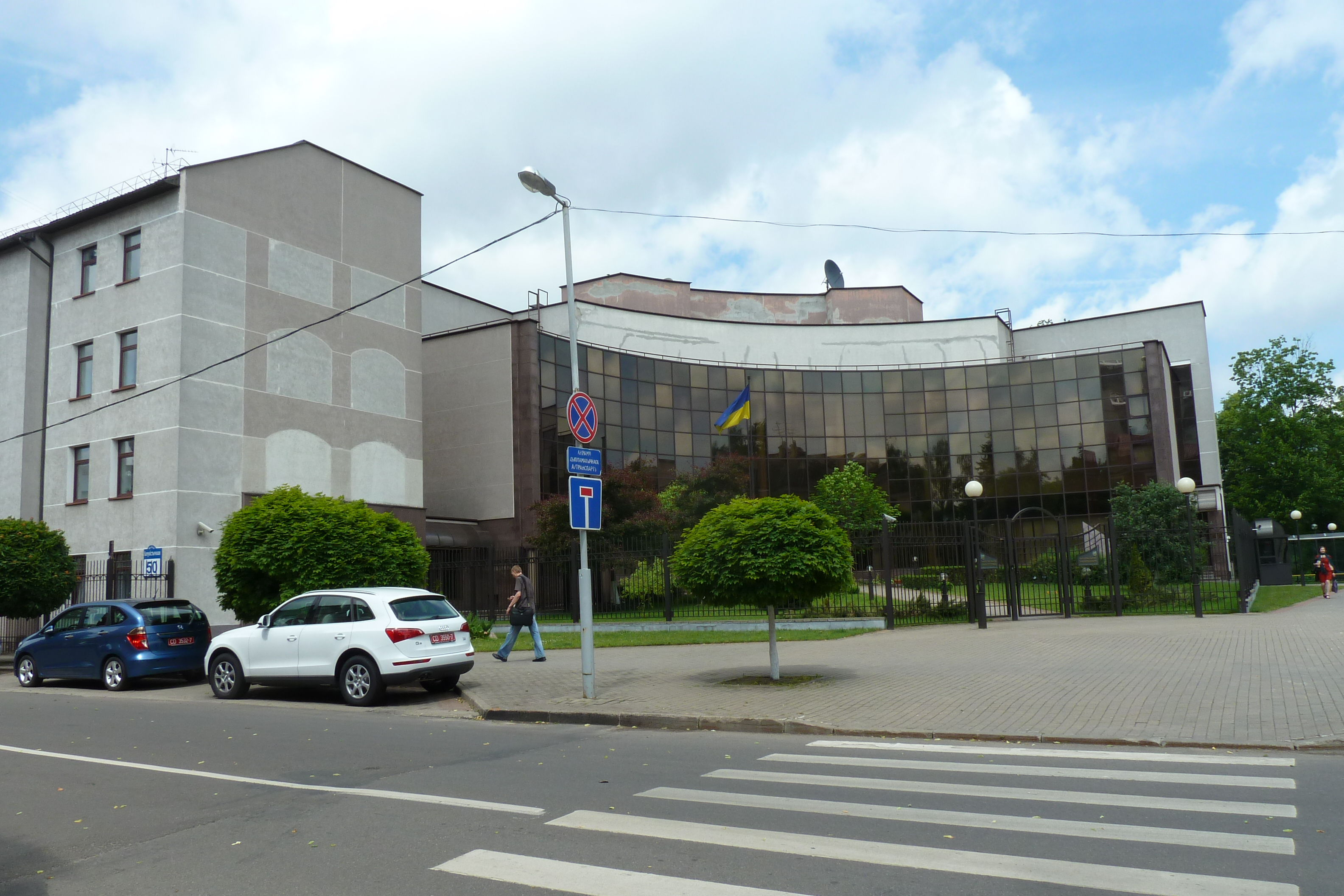
أوكرانيا
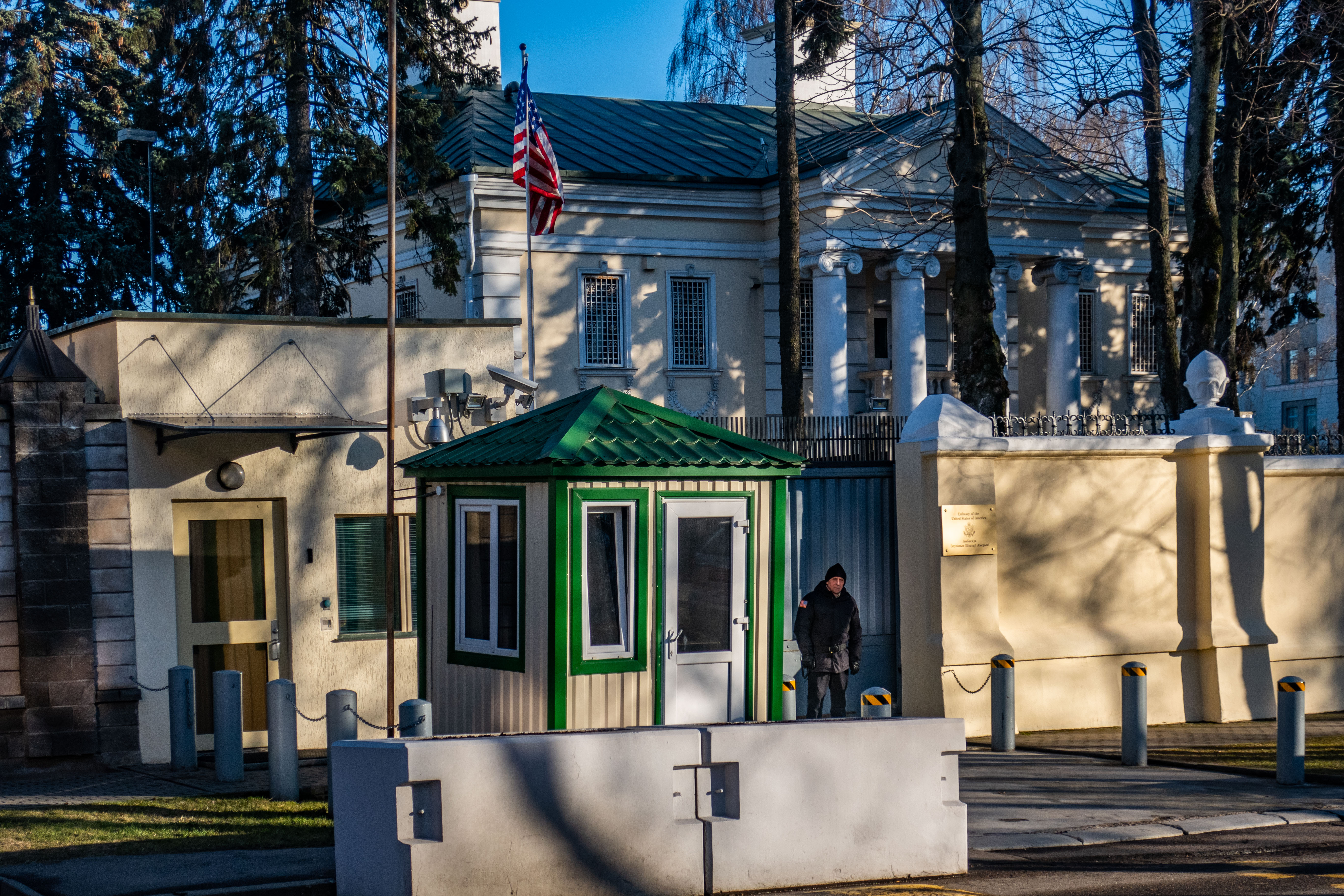
الولايات المتحدة
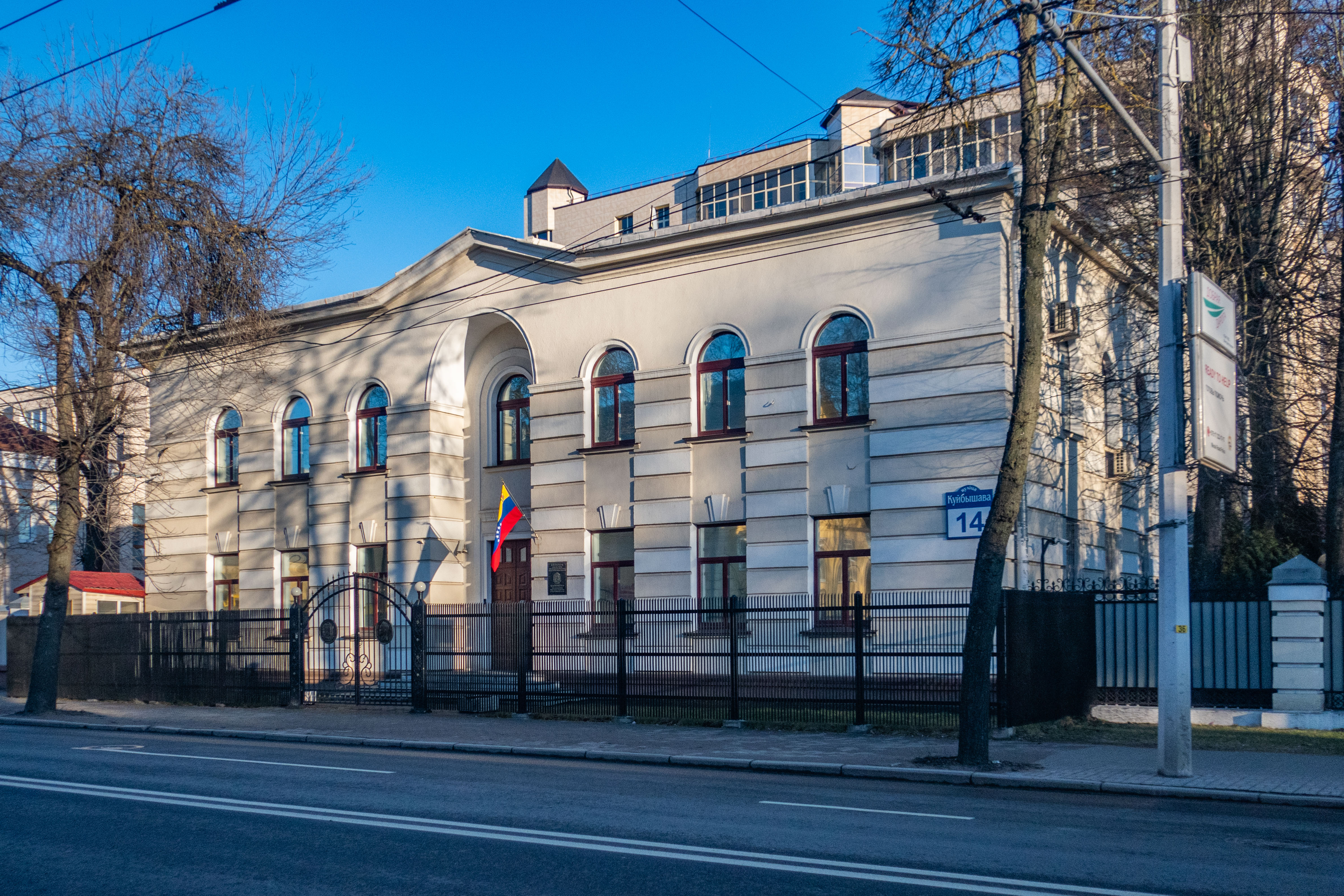
فنزويلا
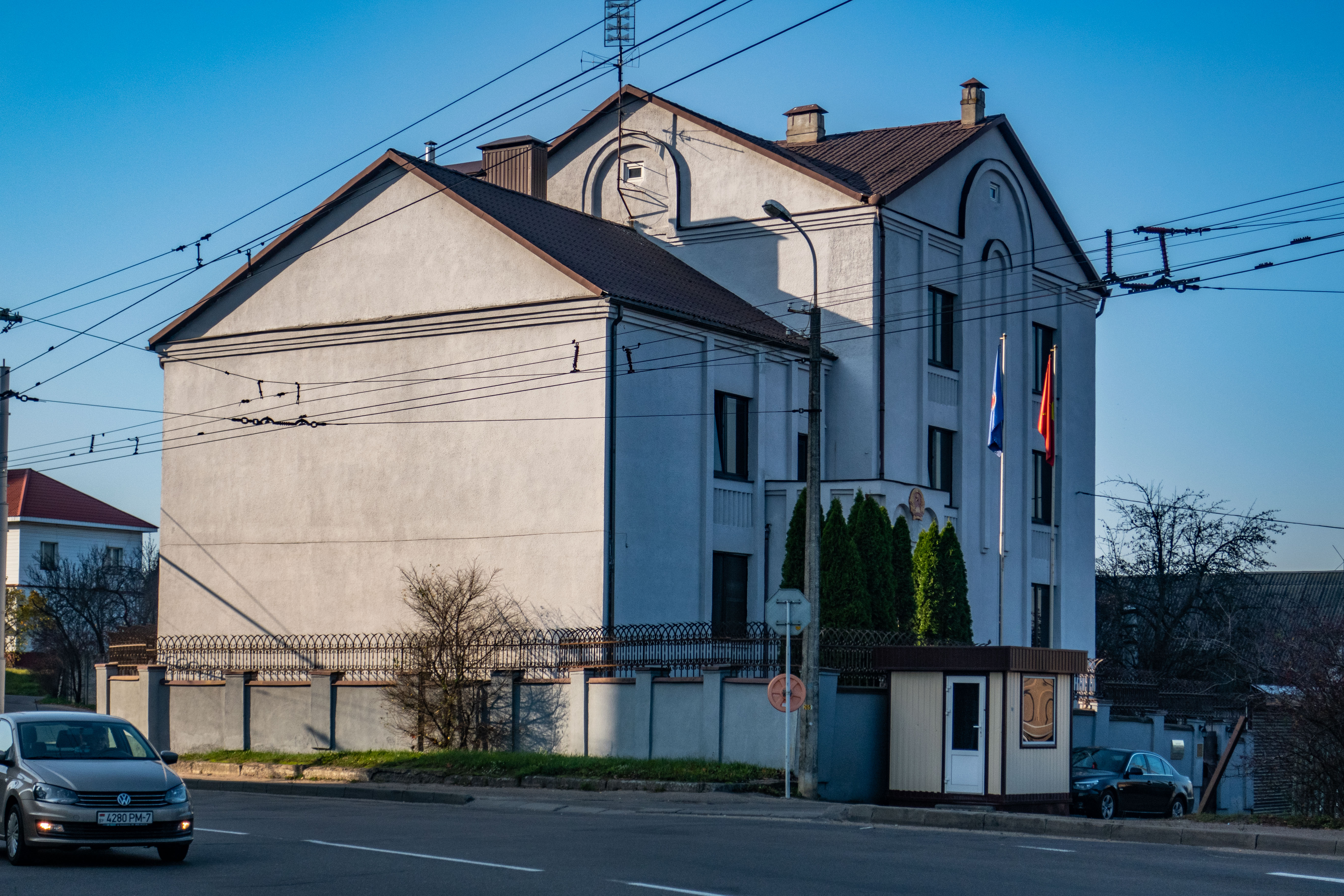
فيتنام

## البعثات/ المكاتب
- الاتحاد الأوروبي
- فنلندا (مكتب الاتصال)
- هولندا (مكتب)
- جنوب إفريقيا (مكتب)[2]

## القنصليات العامة / القنصليات

### برست (روسيا البيضاء)
- كازاخستان
- بولندا
- روسيا
- أوكرانيا

### غرودنو
- ليتوانيا
- بولندا

### فيتيبسك
- لاتفيا (قنصلية)

## السفارات المعتمدة
مقيم في موسكو ما لم يذكر خلاف ذلك
- أفغانستان
- ألبانيا
- الجزائر
- أنغولا
- الأرجنتين
- أستراليا
- بنغلاديش
- بلجيكا
- بنين
- البوسنة والهرسك
- بروناي
- كمبوديا
- كندا (وارسو)
- تشيلي
- كولومبيا
- كرواتيا
- قبرص
- الدنمارك
- مصر
- فنلندا (فيلنيوس)
- اليونان
- إندونيسيا
- أيرلندا (فيلنيوس)
- الكويت
- لبنان
- جزر المالديف (برلين)
- ماليزيا
- مالطا (وارسو)
- المكسيك
- الجبل الأسود
- ميانمار
- نيبال
- نيوزيلندا
- نيكاراغوا
- مقدونيا
- النرويج (كييف)
- بنما
- باراغواي
- بيرو
- الفلبين
- البرتغال
- المملكة العربية السعودية
- سلوفينيا
- جنوب إفريقيا
- إسبانيا
- سريلانكا
- تايلاند
- توغو (برلين)
- تنزانيا
- تونس
- الأوروغواي (وارسو)